# Chlamydomonas
Chlamydomonas is een geslacht van eencellige groene algen, dat voornamelijk voorkomt in zoet water, maar ook in zee leeft. Twee vergelijkbare (isocontale) flagellen zijn kenmerkend. Het geslacht bevat ongeveer 600 bekende soorten. In wetenschappelijk onderzoek is Chlamydomonas reinhardtii belangrijk als een goed bestudeerd modelorganisme.

## Beschrijving
De cellen zijn meestal bolvormig of bijna bolvormig, in sommige soorten spilvormig. Aan de voorkant bevinden zich twee isocontale flagellen, die bij sommige soorten alleen tijdens de voortplanting worden gevormd. Elke cel bevat slechts één chloroplast, waarvan de vorm sterk verschilt naargelang de soort. Er zijn twee contractiele vacuolen in het voorste uiteinde. Kenmerkend is ook een oogvlek in het voorste deel van de bladgroenkorrel. De celwand bestaat uit zeven lagen en bevat voornamelijk glycoproteïnen, terwijl cellulose afwezig is.

## Voortplanting
De vegetatieve voortplanting vindt niet plaats door eenvoudige deling, maar door de vorming van zweepstaartige zoösporen, aangezien een cel zich meerdere keren in de lengte deelt binnen de celwand en dan worden de dochtercellen vrijgegeven. Dit laatste gebeurt door het vrijkomen van enzymen, die de celwand oplossen. Evenzo kunnen tijdens seksuele voortplanting de gameten zich in groepen binnen één cel ontwikkelen, die dan een gametangium worden, of een eencellige alg wordt een gameet als geheel. In beide gevallen treden isogamie, anisogamie en oogamie op, d.w.z. de gameten van beide geslachten kunnen uiterlijk hetzelfde zijn, of de vrouwelijke gameet is aanzienlijk groter dan de mannelijke, of het is een niet-zweepstaartige en daarom immobiele eicel. Isogamie komt het meest voor. Seksuele voortplanting wordt veroorzaakt door ongunstige levensomstandigheden, zoals een gebrek aan stikstof en de zygote die wordt gecreëerd door de vereniging van de gameten is een permanent stadium, beschermd door een harde muur. Als het kiemt, vindt de reductiedeling (meiose) onmiddellijk plaats. Het zijn daarom haplons waarin alle cellen behalve de zygoot haploïde zijn.

## Voorkomen
Typische habitats zijn kleine watermassa's die soms uitdrogen en voedselrijke meren, evenals de vochtige grond. Van C. reinhardtii is aangetoond dat het in staat is cellulose uit het milieu te gebruiken. Sommige soorten zoals C. nivalis leven in smeltwater en in sneeuwvelden in het hooggebergte, waar ze carotenoïden opslaan als bescherming tegen de sterke ultraviolette straling en zo het fenomeen bloedsneeuw veroorzaken.